# Oriolus mellianus
Oriolus mellianus е вид птица от семейство Oriolidae. Видът е застрашен от изчезване.

## Разпространение
Видът е разпространен в Камбоджа, Китай и Тайланд.